# Свобода вероисповедания в Государстве Палестина
Свобода вероисповедания — это свобода исповедовать религию, менять религию, смешивать религии или быть нерелигиозным. Религия в Государстве Палестина играет важную роль в обществе, в том числе в правовой системе и системе образования.

## Правовая база
Палестинская администрация (ПА) не имеет конституции, однако Основной закон предусматривает свободу вероисповедания. Основной закон был одобрен в 2002 году Палестинским законодательным советом и подписан Ясиром Арафатом. Основной закон гласит, что ислам является официальной религией, но также призывает к уважению и святости других религий (таких как иудаизм и христианство).
ПА требует от палестинцев указывать свою религиозную принадлежность в удостоверениях личности. Правовые вопросы, касающиеся личного статуса, решаются либо исламскими, либо христианскими церковными судами. Вступление в права наследников, брак и развод рассматриваются судами, которые существуют для мусульман и христиан.
ПА не имеет закона о гражданском браке. Юридически члены одной религиозной группы могут взаимно согласиться передать спор о личном статусе на рассмотрение другой конфессии, но на практике этого не происходит. Церкви, которые официально не признаны ПА, должны получить специальное разрешение на проведение бракосочетаний или рассмотрение вопросов личного статуса. Но на практике церкви, которые не признаны, советуют своим членам вступать в брак (или разводиться) за границей.
Поскольку ислам является официальной религией ПА, исламские учреждения и места поклонения пользуются преимуществом среди других. На Западном берегу и в секторе Газа в ПА действует Министерство вакуфов и религиозных дел, которое оплачивает строительство и содержание мечетей и зарплаты многим палестинским имамам. Министерство также оказывает ограниченную финансовую поддержку некоторым христианским священнослужителям и христианским благотворительным организациям. ПА не оказывает финансовой поддержки каким-либо еврейским учреждениям или святым местам на Западном берегу, поскольку эти районы, как правило, находятся под контролем Израиля. Правительство Иордании несет ответственность за учреждения вакфа в Иерусалиме.
ПА требует преподавания религии в школах ПА с отдельными курсами для мусульманских и христианских учащихся. Обязательная учебная программа требует изучения ислама для мусульманских учащихся и христианства для христианских учащихся с первого по шестой класс. Министерство образования и высшего образования ПА пересмотрело свои учебники для начальной и средней школы. Профинансированный правительством США обзор палестинских учебников пришел к выводу, что учебники не перешли грань подстрекательства, но продолжают демонстрировать элементы дисбаланса, предвзятости и неточности. Критики отметили, что новые учебники многократно игнорируют исторические связи евреев с Израилем и Иерусалимом.

## Свобода доступа к святым местам
Особым источником разногласий является комплекс Аль-Акса на Храмовой горе. Хотя Иерусалим находится под контролем Израиля, Израиль дал управление объектом Исламскому Вакфу, иорданскому религиозному фонду, связанный с ПА. Вакф имеет власть над комплексом, включая то, кто может входить и что они могут делать, а израильская полиция контролирует доступ к комплексу. Чиновники Вакфа заявляют об исключительном праве одобрять посещение немусульманами, в то время как согласно политике израильского правительства, немусульмане выступают против поклонения немусульманами.
С 2000 года Вакф запретил немусульманам вход в Аль-Аксу. Кроме этого, немусульманские религиозные символы нельзя носить на Храмовой горе.
По некоторым данным израильская политика влияет на свободу вероисповедания и десятки тысяч палестинцев не могут посещать места поклонения в Иерусалиме и на Западном берегу. Политика закрытия израильского правительства не позволила нескольким палестинским религиозным лидерам, как мусульманским, так и христианским, добраться до своих общин. Мусульманское и христианское духовенство сообщало о проблемах с доступом к религиозным объектам в Иерусалиме и Вифлееме. Хотя израильское правительство принимает специальные меры в религиозные праздники как для христиан, так и для мусульман, основной жалобой оставались неадекватные меры свободного доступа с точки зрения количества выданных разрешений и отсутствия беспрепятственного доступа.
Палестинское политическое насилие не позволило израильтянам добраться до еврейских святых мест, таких как гробница Иосифа около Наблуса. С начала интифады израильское правительство запретило израильским гражданам в неофициальном качестве ездить в части Западного берега, находящиеся под гражданским и силовым контролем ПА. Это ограничение не позволило израильским арабам посещать мусульманские и христианские святые места на Западном берегу, а также израильским евреям посещать другие места, включая синагогу Вади-эль-Кильт и синагогу Шалом Аль Исраэль в Иерихоне. Поселенцы в Хевроне преследовали мусульманских верующих у гробницы патриархов в Хевроне и наоборот. Израильские офицеры иногда не позволяли муэдзину в мечети аль-Ибрагима/Гробнице патриархов в Хевроне произносить призыв к молитве, когда иудеи молились в своей части святилища.

## Религиозная дискриминация
Исследование 2007 года выявило случаи общественного насилия и дискриминации на основе религиозных убеждений, в первую очередь между христианами и мусульманами. Отношения между евреями и неевреями часто были напряженными из-за палестино-израильского конфликта. Отношения между различными ветвями иудаизма также были напряженными.
Общественные установки продолжают оставаться препятствием для межконфессиональных браков и обращений. Большинство христианских и мусульманских семей поощряют своих детей, особенно дочерей, вступать в браки в пределах своих религиозных групп. Пары, которые бросают вызов этой общественной норме, сталкиваются со значительным общественным и семейным сопротивлением. Обращение в христианство особенно сложно для мусульман, принимающих христианство.
Израильские власти требуют, чтобы христианские священнослужители, служащие на Западном берегу или в Иерусалиме, за исключением некоторых из тех, кто охвачен соглашением о статус-кво или связан с признанными неправительственными организациями (НПО), покидали страну каждые 90 дней для продления своих туристических виз. Католические и православные священники, монахини и другие религиозные деятели, часто из Сирии и Ливана, сталкиваются с длительными задержками и иногда им отказывают в заявлениях по соображениям безопасности. Нехватка иностранных священнослужителей затрудняет работу христианских общин.
ПА не останавливала случаи захвата христианских земель в районе Вифлеема преступными бандами. Во многих случаях, как сообщается, преступные банды использовали поддельные документы на землю, чтобы заявить о праве собственности на земли, принадлежащие христианам. Полиция не расследовала большинство этих случаев. В двух случаях полиция арестовала, а затем отпустила подозреваемых под залог и позволила им продолжать занимать спорную землю. В этот отчетный период поступали сообщения о том, что силы безопасности ПА и судебные должностные лица вступали в сговор с членами этих банд, чтобы захватить землю у христиан.
Также были опубликованы жалобы на то, что израильские власти не провели полного расследования случаев насилия в отношении мусульман и христиан, а также неподтвержденные сообщения о том, что христиане подвергались вымогательству или жестокому обращению со стороны должностных лиц ПА, которые ПА не расследовала.
ПА не предприняла меры для устранения прошлых притеснений и запугиваний христианских жителей Вифлеема со стороны мусульманского большинства города. В сентябре 2006 года семь церквей подверглись нападению в знак протеста против высказываний Папы Бенедикта XVI об исламе и Мухаммеде. В секторе Газа было совершено множество других нападений экстремистскими группами, в том числе на интернет-кафе, музыкальные магазины, христианский книжный магазин (сейчас закрыт) и Американскую международную школу в городе Газа. По сообщениям, боевики, связанные с мусульманской салафитской группой, напали на спортивный фестиваль в начальной школе Газы, спонсируемый Ближневосточным агентством ООН для помощи палестинским беженцам и организации работ (БАПОР), сославшись на то, что смешанные гендерные мероприятия в школе противоречат исламскому учению.

## Отношение к евреям и иудаизму
Риторика палестинских воинствующих группировок включает проявления антисемитизма. Мусульманские религиозные лидеры читают проповеди на официальном телеканале ПА, в которых звучали проявления антисемитизма. Среди них, в мае 2005 года, шейх Ибрагим Мудайри читал проповедь, в которой он сравнивал евреев с «вирусом, подобным СПИДу».

## Отношение к безбожию
Атеисты и безбожники в Палестине сталкиваются с дискриминацией и проблемами, с которыми не сталкиваются религиозные палестинцы. Валид Аль-Хусейни, блогер-атеист, был арестован палестинскими разведчиками и провёл 10 месяцев в тюрьме на Западном берегу за критику ислама в Интернете, в течение которых его неоднократно оскорбляли и допрашивали. Позже он бежал в Иорданию и жил в Париже. По данным информационного агентства Ma'an, хотя светские политические убеждения «не редкость» в палестинском обществе, «выражение взглядов, считающихся враждебными по отношению к доминирующим религиям, многими рассматривается как подстрекательство, а не свобода слова».